# Gare d'Ormoy-Villers
Pour les articles homonymes, voir Gare de Villers.
La gare d'Ormoy-Villers est une gare ferroviaire française de la ligne de La Plaine à Hirson et Anor (frontière), située sur le territoire de la commune d'Ormoy-Villers, dans le département de l'Oise, en région Hauts-de-France.
C'est une halte voyageurs de la Société nationale des chemins de fer français (SNCF), desservie par des trains Transilien.

## Situation ferroviaire

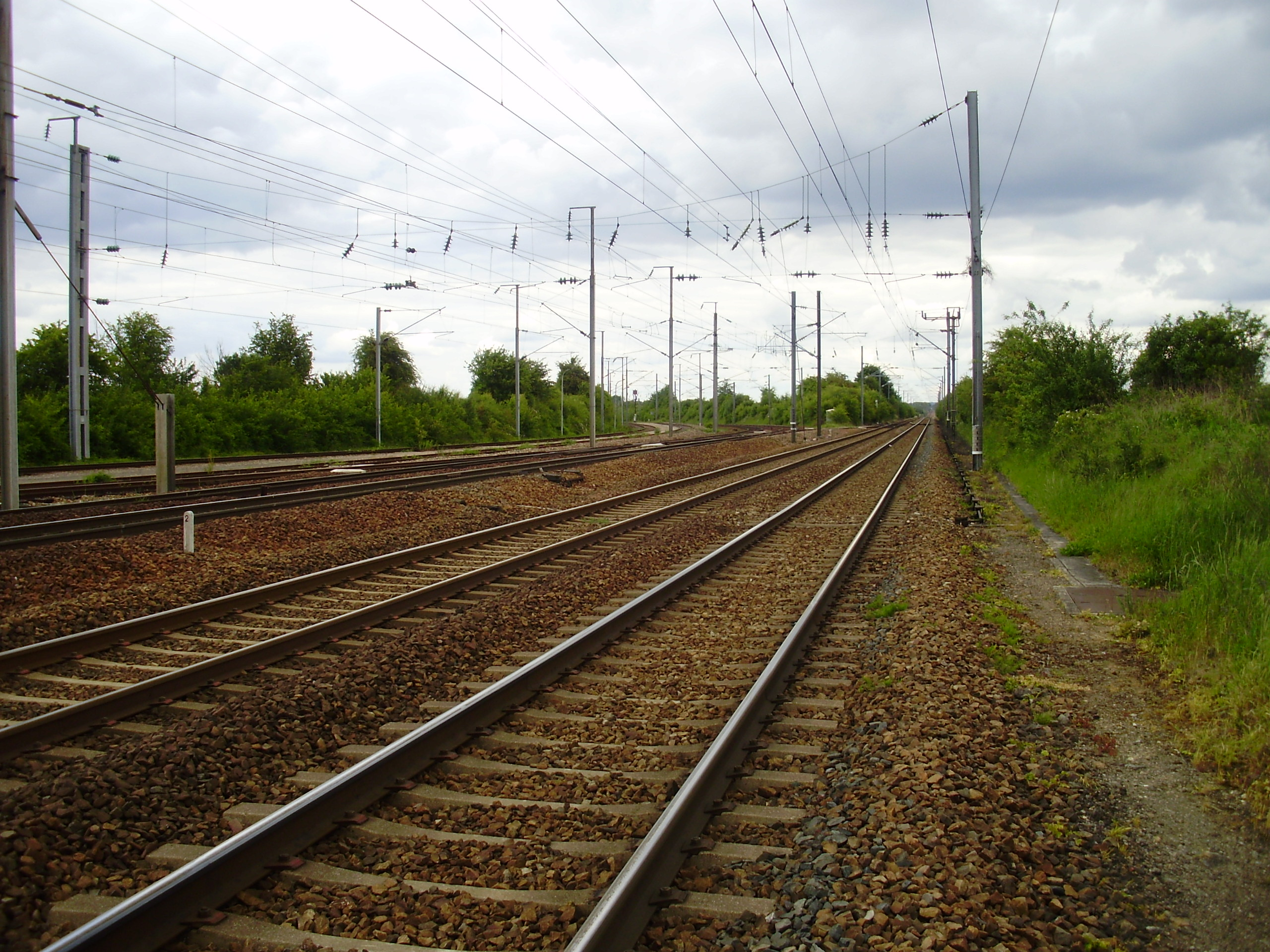
Bifurcation entre, à gauche, la ligne Ormoy-Villers – Boves et, à droite, la ligne La Plaine – Hirson.

Établie à 95 mètres d'altitude, la gare d'Ormoy-Villers est située au point kilométrique (PK) 55,618 de la ligne de La Plaine à Hirson et Anor (frontière), entre les gares de Nanteuil-le-Haudouin et de Crépy-en-Valois.
Ouverte au service de la circulation, c'est une gare de bifurcation, origine de la ligne d'Ormoy-Villers à Boves (partiellement déclassée). Elle était également desservie par la ligne de Chantilly - Gouvieux à Crépy-en-Valois (fermée) et la ligne d'Ormoy-Villers à Mareuil-sur-Ourcq (fermée).
Elle est équipée de deux quais, dont un central : le quai « 1 » dispose d'une longueur utile de 242 m pour la voie « 2 », le quai « 2 » (central) d'une longueur utile de 236 m pour les voies « 1 » et « 2 ».

## Histoire
La gare d'Ormoy-Villers est un nœud ferroviaire depuis l'ouverture jusqu'à Estrées-Saint-Denis de la future ligne d'Ormoy-Villers à Boves, près d'Amiens, le 31 juillet 1882. Cependant, le trafic voyageurs de cette ligne utilisait le raccordement de Duvy en provenance et à destination de Crépy-en-Valois, évitant la gare d'Ormoy-Villers. La ligne de Boves, connue aussi comme la ligne des charbons, permettait de dédoubler la ligne Paris-Nord - Boves (- Amiens) par Creil. Il a même été prévu de l'électrifier. En fin de compte, seul le tronçon jusqu'à la bifurcation de Rivecourt (en direction de Compiègne) est électrifié et mis sous tension le 27 septembre 1963. Il est utilisé par des trains de fret vers le Nord de la France, ainsi que par des trains de voyageurs en cas de déviations. La section de Verberie à Estrées-Saint-Denis a été neutralisée fin 1973, pour finalement être déclassée le 11 juillet 1994.
À compter de septembre 1894, Ormoy-Villers est également relié à Mareuil-sur-Ourcq via Betz par une ligne à voie unique. Tout comme la ligne précitée, ses trains de voyageurs ont comme origine et destination la gare de Crépy-en-Valois, mais ils desservent toutefois Ormoy-Villers au passage. En 1917, un raccordement entre la ligne de Mareuil et celle de Paris est mis en service, officialisé par déclaration d'utilité publique du 2 juillet 1923. Il permet aux trains de marchandises d'éviter le passage par la gare d'Ormoy-Villers et n'est déclassé que le 22 août 1973, malgré un trafic assez faible, limité depuis longtemps à la desserte marchandises de Betz.
La ligne de Chantilly - Gouvieux à Crépy-en-Valois par Senlis ne passe pas, initialement, par Ormoy-Villers : elle atteint Crépy-en-Valois par le raccordement de Duvy déjà mentionné, sur lequel elle se greffe à la bifurcation de Crépy. Avec l'électrification de la ligne d'Ormoy-Villers à Rivecourt en 1963, le passage supérieur de la ligne de Senlis pose un problème pour le profil et, au lieu de le reconstruire, la ligne de Senlis est déviée vers la gare d'Ormoy-Villers. La gare devient ainsi, pour une période de vingt-sept ans, la bifurcation de cinq lignes, mais uniquement pour le trafic des marchandises : la ligne de Senlis est déjà sans service voyageurs depuis le service d'été 1949. Elle est fermée au trafic des marchandises en janvier 1990 et déclassée le 19 septembre 1992.
L'électrification de la ligne de La Plaine à Crépy-en-Valois devient effective en septembre 1963, donc en même temps avec celle de la ligne de Rivecourt. Jusqu'en 1991, cette ligne était entièrement située au sein du périmètre de tarification de banlieue, et la carte Orange s'appliquait donc. Puis le périmètre de banlieue a été adapté aux limites administratives de la région Île-de-France, et toutes les sections de ligne situées dans l'Oise en ont été exclues. La ligne K du Transilien reste toutefois gérée par le Syndicat des transports d'Île-de-France en totalité, pour le compte de la région Hauts-de-France en ce qui concerne la section de Dammartin - Juilly - Saint-Mard à Crépy.
L'arrêt des trains TER, reliant Paris-Nord à Laon, est supprimé à l'application du service horaire 2017 (instaurant le cadencement). Dès lors, seule la ligne K du Transilien, effectuant la liaison entre Paris-Nord et Crépy-en-Valois, dessert cette gare.

## Fréquentation
De 2015 à 2023, selon les estimations de la SNCF, la fréquentation annuelle de la gare s'élève aux nombres indiqués dans le tableau ci-dessous.
| Année     | 2015   | 2016   | 2017   | 2018   | 2019   | 2020   | 2021   | 2022   | 2023   |
| --------- | ------ | ------ | ------ | ------ | ------ | ------ | ------ | ------ | ------ |
| Voyageurs | 31 704 | 34 870 | 39 181 | 36 850 | 34 935 | 19 872 | 37 966 | 36 319 | 35 167 |

## Service des voyageurs

### Accueil

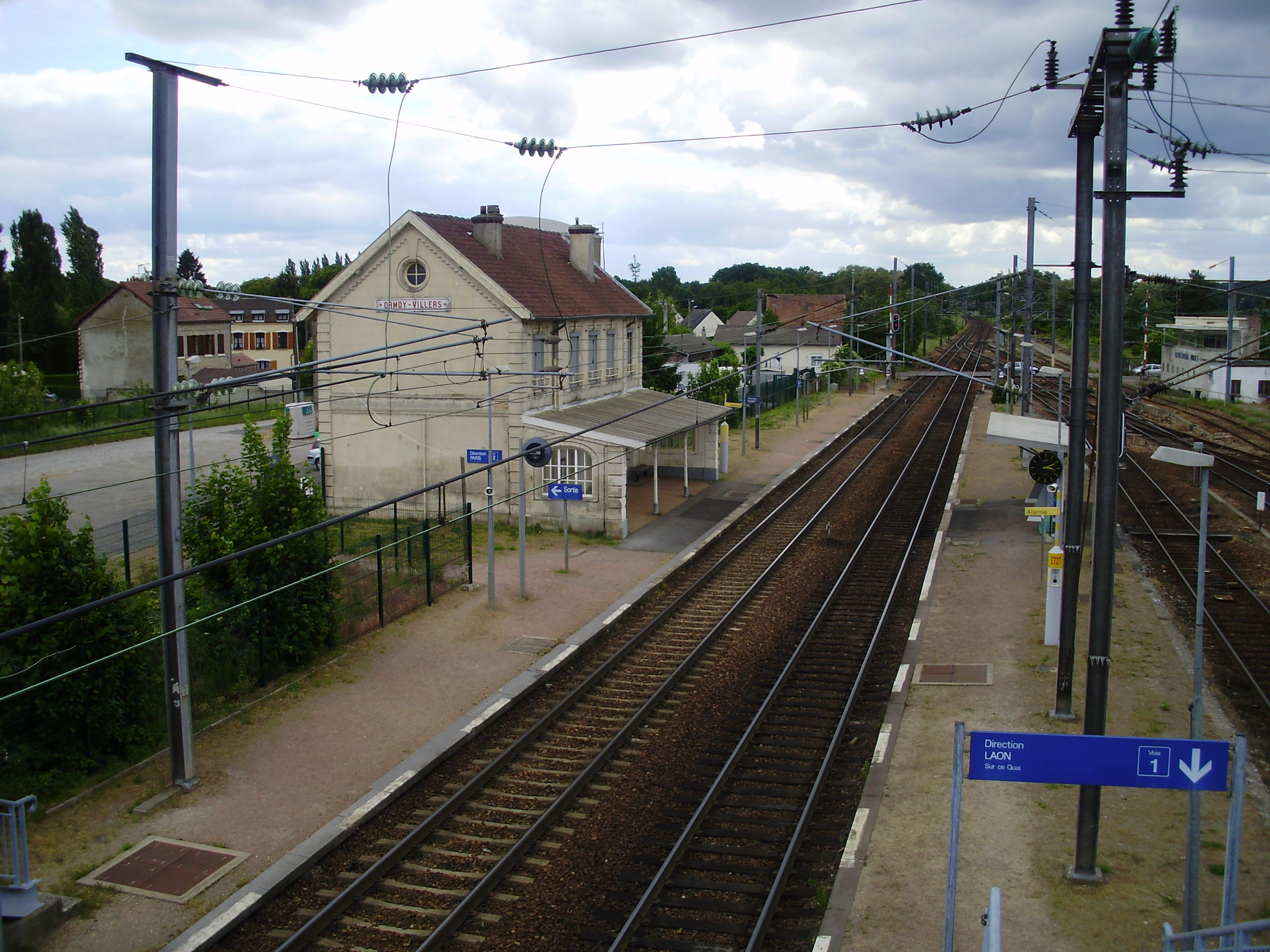
Vue d'ensemble depuis la passerelle, en regardant vers Paris.

Halte SNCF, c'est un point d'arrêt non géré (PANG), à entrée libre.
Une passerelle permet le passage d'un quai à l'autre.

### Desserte
Ormoy-Villers est uniquement desservie par les trains omnibus de la ligne K du Transilien.

### Intermodalité
Le stationnement des véhicules est possible, à proximité de l'ancien bâtiment voyageurs.

## Service des marchandises
Cette gare est ouverte au service du fret.